# Bachata
Bachata [bačata] je glazbeni latinskoamerički žanr, koji se pojavio u ranom 20. stoljeću u Dominikanskoj Republici i proširio na druge dijelove Latinske Amerike i šire. 
Bachata je posebno postala popularna u ruralnim područjima Dominikanske Republike. Tematika bachate je često romantična, osobito česte teme o tugi i ljubavi. Originalni početni naziv žanra bio je "amargue" ("ogorčenost" ili "gorka glazba"), sve dok se nije počeo koristiti neutralniji naziv "bachata". Zajedno s glazbom, postao je popularan i istoimeni ples, koji je evoluirao i razvijao se paralelno s glazbom bachate. Osnovni glazbeni instrumenti su: gitare, bongo bubnjevi i güira (vrsta udaraljki).
Bachata je nastala pod utjecajem kombinacije bolera, kubanske, afričke i karipske glazbe. Sve do 1988. godine, vezivala se uz ruralna i zaostala područja i smatrala se nedostojnom veće popularnosti. U 1990-im, akustična gitara sve više se zamijenjivala električnom gitarom, što je uvelike pripomoglo puno većoj popularnosti bachate pa je danas u nekim latinskoameričkim sredinama popularna poput salse i merenguea. 
Početkom 21. stoljeća proširila se na neke od mediteranskih zemalja Europe.
Među poznatijim klasičnim izvođačima bachate su: Edilio Paredes (jedan od začetnika bachate), Eladio Romeo Santos (začetnik bachate merengue na gitari), Leonardo Paniagua (začetnik romantične bachate), José Manuel Calderón (prvi umjetnik koji je snimio bachatu na vrpci). Među poznatijim modernim izvođačima bachate su: Aventura, Monchy y Alexandra, Toby Love, Elvis Martinez i dr.